# Chris McAsey
Chris McAsey es un deportista neozelandés que compitió en remo y en vela.
Ganó una medalla de plata en el Campeonato Mundial de Remo de 1995, en la prueba de cuatro con timonel. Posteriormente, se cambió a la vela de crucero y participó en tres ediciones de la Copa América (2003, 2007 y 2013) como parte del Team New Zealand.

## Palmarés internacional
| Campeonato Mundial | Campeonato Mundial  | Campeonato Mundial | Campeonato Mundial |
| Año                | Lugar               | Medalla            | Prueba             |
| ------------------ | ------------------- | ------------------ | ------------------ |
| 1995               | Tampere (Finlandia) | Medalla de plata   | Cuatro con timonel |